# Jackpot (Dorian Electra)
Jackpot é il singolo di debutto del cantante Dorian Electra, pubblicato il 16 novembre 2017.